# Matt Striker
Matthew Kaye, noto con il ring name Matt Striker (Queens, 26 giugno 1974), è un ex wrestler statunitense.
È stato sotto contratto con la WWE, dove svolgeva il ruolo di commentatore di SmackDown e di NXT. Prima di dedicarsi a tempo pieno al wrestling, fu maestro di studi sociali presso un liceo del Queens; contemporaneamente, combatté nelle federazioni del circuito indipendente. Fu costretto a rinunciare al suo posto di lavoro quando la scuola scoprì che sfruttava giorni di permesso per malattia per combattere.
Dopo aver partecipato ad un tour con la Pro Wrestling ZERO1-MAX in Giappone, il 12 luglio 2005 firmò un contratto con la WWE. Ha ricoperto il ruolo di manager di Mark Henry e di Big Daddy V ed ha condotto un talk show chiamato Matt Striker's Classroom tra il 2005 e il 2006 a Raw. È tornato a combattere one night only nella puntata di NXT del 2 agosto 2011 battendo assieme a Titus O'Neil la coppia formata da Derrick Bateman e Darren Young. Il 20 giugno 2013 è terminato il suo contratto con la WWE.
Dal 16 gennaio 2021 al 5 gennaio 2022 è stato il commentatore di Impact Wrestling.

## Carriera

### Impact Wrestling (2021-presente)
Striker esordì come commentatore ad Hard to Kill 2021, sostituendo il neo senior producer Josh Matthews.

## Titoli e riconoscimenti
Assault Championship Wrestling
- ACW Tag Team Championship (1 - con Scotty Charisma)

Connecticut Championship Wrestling
- CCW Heavyweight Championship (1)

East Coast Wrestling Association
- ECWA Tag Team Championship (1 - con Ace Darling)

New York Wrestling Connection
- NYWC Heavyweight Championship (1)
- NYWC Interstate Championship (1)

Premier Wrestling Federation
- PWF Tag Team Championship (1 - con Josh Daniels)

Total Professional Wrestling
- TPW Light Heavyweight Championship (1)
- TPW Tag Team Championship (1 - con Red Flair)

USA Pro Wrestling
- USA Pro New York State Championship (1)
- USA Pro Tag Team Championship (2 - con Simon Diamond)

World of Unpredictable Wrestling
- WUW Continental Championship (1)

Pro Wrestling Illustrated
- 166º nella classifica dei 500 migliori wrestler singoli su PWI 500 (2006)

World Wrestling Entertainment
- Slammy Award for Announce Team of the Year (2008) - con Todd Grisham